# El Calvario, Veracruz
El Calvario är en ort i Mexiko.   Den ligger i kommunen Papantla och delstaten Veracruz, i den sydöstra delen av landet, 230 km nordost om huvudstaden Mexico City. El Calvario ligger 134 meter över havet och antalet invånare är 272.
Terrängen runt El Calvario är lite kuperad. Runt El Calvario är det ganska tätbefolkat, med 179 invånare per kvadratkilometer. Närmaste större samhälle är Papantla de Olarte, 11,0 km väster om El Calvario. Omgivningarna runt El Calvario är huvudsakligen savann.